# ジャスミン・S
ジャスミン・S（Jasmine S、1985年9月1日 - ）は、日本の女性タレント。本名、Jasmine Sakurai Allen（ジャスミン・サクライ・アレン）。出生名、Jasmine Ann Allen（ジャスミン・アン・アレン）。旧芸名ジャスミン茉莉花。
アメリカ合衆国ワシントン州出身。

## 略歴
1993年 - 来日。日本の小中学校に通っていたため、漢字の読み書きもできる。1996年4月 - NHK教育『天才てれびくんシリーズ』のてれび戦士を4年間務める。その後、TBSの昼ドラマ『勇気を出して』(1998)に出演し、知名度がアップした。

## ディスコグラフィ

### シングル
- Delight（1995年）
- セーラームーン（1996年） - ジャスミンwith藤谷美和子名義。
- Mickey（2004年9月） -  ボーカル及びPV出演。名義は"Gorie with Jasmine & Joann"。
- PECORI♥NIGHT（2005年9月） -  ボーカルおよびPV出演。名義は"Gorie with Jasmine & Joann"。
- 恋のPecori♥Lesson（2006年9月20日） -  ボーカルおよびPV出演。

### アルバム
- テレビ・こどものうた ギリギリCHOP（1999年）
- テレビ・こどものうた ベスト（2000年）
- Jasmine（2005年）
- ナイツ 〜星降る夜の物語〜 Original Soundtrack（2008年1月）

### 映像作品
- 伊賀鉄道レール通信 ジャスミンの「伊賀鉄道に乗ろう！」（2010年11月）
- Crystal Kay「涙のさきに」PV（2008年6月） 小悪魔チアガール 役 - 「Color Change!初回生産限定盤」内に収録
- ワンナイスーパーミュージカル ゴリエのお台場大冒険2005（2005年）
- 水10!ワンナイR&R vol.18 「駅前リサコの英会話教室」コーナー (2007年)
- 3か月トピック英会話 ハートで感じる英文法　会話編
- 3か月トピック英会話 ハートで感じる英文法
- 3か月トピック英会話 一日まるごと英語で話そう!
- モンチッチとあいちゃんのベビチッチえいご〜Sweet Dreams〜、〜Little Angels〜（2006年） 藍ちゃん 役（声の出演）
- あいLOVEキスゴン! 1〜3（2006年） 藍ちゃん 役（声の出演）
- フラッシュえいご1〜3 （2006年） 藍ちゃん 役（声の出演）
- えいごでペララ♪（2006年）  藍ちゃん 役（声の出演）
- こどもちゃれんじ おやこえいご（2005年）
- MALICE MIZER「Le ciel 〜空白の彼方へ〜」PV（1998年9月） - 「merveilles -cinq parallèle-」内に収録

## 出演

### 舞台
- 台風14号 もんしろ（2008年） リサ・ハリントン 役

### テレビドラマ
- 花王 愛の劇場 勇気をだして[2]（1998年、TBS）カレン 役
- 天才てれびくんワイド 魔界同盟（2001年、NHK教育）式神あれん 役

### バラエティ
- デジ屋台（2005年、TBS）デジモ 役
- ワンナイR&R（- 2006年、フジテレビ）
- 天才てれびくん/天才てれびくんワイド（1996年 - 2000年、NHK教育）てれび戦士
- 天才てれびくんワイド MTKクラシックス（2002年 - 2003年、NHK教育）VJ

### その他のテレビ番組
- FUZZ（2002年10月5日 - 2004年3月27日、毎日放送・スペースシャワーTV）
- SmaSTATION!!（- 2006年、テレビ朝日）
- 3か月トピック英会話 ハートで感じる英文法　会話編（2005 - 2006年、NHK教育）
- 3か月トピック英会話 ハートで感じる英文法（2005年、NHK教育）
- 3か月トピック英会話 一日まるごと英語で話そう!（2005年、NHK教育）アンジェラ 役
- 第56回NHK紅白歌合戦（2005年、NHK総合）
- ガチャガチャポン!（2005年8月、フジテレビ）チャラポワ 役
- ロック誕生50年（2005年12月、NHKBS2）
- 英語でしゃべらナイト（2005年 - 2006年、NHK総合）
- 世界のコトバで遊ぶ〜深夜の語学新年会〜（2007年1月2日、NHK教育）
- Your Japanese Kitchen（2007年、NHK World）
- TOKYO EYE（2007年、NHK World・NHK BS1・NHKデジタル教育）リポーター
- 第34回日本賞　世界が教育を見つめた七日間（2007年11月2日、NHK総合） ナビゲータ
- D-jam（2007年11月、ディズニー・チャンネル） ゲストボーカル
- 英語が伝わる!100のツボ（2008年4月 - 9月、2009年10月 - 2010年3月、NHK教育） Sarah、Nora（双子） 役
- えいごルーキーGABBY（2009年、NHK教育）GABBYの声 役
- imagine-nation（2009年、NHK World）
- 世界マジックショウ（NHK BS2）
- 時々迷々「最強カード」（2010年10月13日、NHK教育テレビ）夢の中の外国人 役
- なかよしテレビ（2012年3月8日、フジテレビ）
- 創造！ニッポンの元気（2013年8月18日、BS12 TwellV）ゲスト出演
- マカフシ！摩訶不思議な謎解き推理ショー・第2弾（2014年5月17日、フジテレビ）リア役

### ラジオ
- 大江戸放送局 ジャスミンwith東京アパッチ（ - 2009年9月、レインボータウンFM）パーソナリティー
- 大江戸放送局 Just me! Jasmine! Jasmine!（2009年10月 - 2010年3月、レインボータウンFM）パーソナリティー

### オリジナルビデオ
- ウルトラマンガイア ガイアよ再び（2001年）メリッサ（深海生命体リナール） 役

### ゲーム主題歌
- ナイツ（主題歌） - 「エリオット&クラリス」バージョンのクラリス（女声）
- ナイツ 〜星降る夜の物語〜（主題歌） - 「Sweet Snow」バージョン

### CM
- カルビー ワッフル
- 本田技研工業 ホンダ・ステップワゴン
- コジマ
- 白十字
- ソニー
- 日本コカ・コーラ
- 伊藤ハム
- 江崎グリコ プッチンプリン
- 旭硝子

## 書籍

### 雑誌連載
- 深川ギャザリアマガジン792（フリーマガジン）
  - 2008年WINTER号(vol.8)
    - 表紙、特集「ジャスミンと行く、江東散歩」vol.1 深川観光編、ジャスミンの旅 近鉄「まわりゃんせ」で行く伊勢・鳥羽・志摩の旅

  - 2009年SPRING号(vol.9)
    - 表紙、特集「ジャスミンと行く、江東散歩」vol.2 亀戸観光編

  - 2009年SUMMER号(vol.10)
    - 表紙、特集「ジャスミンと行く、江東散歩」vol.3 豊洲観光編、江東HOTカンパニー・第6回「ブライダルステージ アンフェリシオン」

  - 2009年AUTUMN号(vol.11)
    - 表紙、特集「ジャスミンと行く、江東散歩」vol.4 水辺の散歩道編

  - 2010年WINTER号(vol.12)
    - 表紙、特集「ジャスミンと行く、江東散歩」vol.5 深川七福神編
- NHK 英語でしゃべらナイト「史上最強!?の英語プロジェクト」(2006年6月、アスコム)
- CM NOW「サンスター Sunstar Do」(2006年5-6月号、玄光社)
- ecocolo 「ダンカン・ウォン VS. ジャスミン」（2006年4月、エスプレ）
- TVステーション 「外国人タレント大事典」(2005年10/15-10/28号、ダイヤモンド社)
- ヨガnano（2006年、英知出版、DVD付雑誌）

### 関連書籍
- NHK CD BOOK 基礎英語 チャンツで楽習!決定版（2008年、NHK出版）